# FIBA Asien
 FIBA Asien  (offiziell FIBA Asia) ist eine Zone des Weltbasketballverbandes FIBA, zu der 44 asiatische Staaten gehören.

## Nationalmannschaften

### Ostasien
| - Volksrepublik China - Chinesisch Taipeh - Nordkorea - Hongkong | - Japan - Südkorea - Macau - Mongolei |

### Persischer Golf
| - Bahrain - Kuwait - Oman | - Katar - Saudi-Arabien - Vereinigte Arabische Emirate |

### Mittelasien
| - Afghanistan - Bangladesch - Bhutan - Indien - Kasachstan - Kirgisistan - Malediven | - Nepal - Pakistan - Sri Lanka - Tadschikistan - Turkmenistan - Usbekistan |

### Südostasien
| - Brunei - Kambodscha - Indonesien - Laos - Malaysia | - Myanmar - Philippinen - Singapur - Thailand - Vietnam |

### Westasien
| - Iran - Irak - Jordanien - Libanon | - Palästina - Syrien - Jemen |

## Die zwölf in der Weltrangliste bestplatzierten Mannschaften
→ Siehe auch: FIBA-Weltrangliste
Die asiatischen Verbände teilen sich dieselbe Zone in der Weltrangliste mit den Teams der FIBA Ozeanien, da sie gegeneinander im FIBA Asia Cup antreten.

### Herren
| Rang | Zonenrang | Mannschaft          | Punkte |
| ---- | --------- | ------------------- | ------ |
| 3    | 1         | Australien M        | 667,0  |
| 22   | 2         | Iran                | 432,1  |
| 25   | 3         | Neuseeland          | 421,8  |
| 29   | 4         | Volksrepublik China | 363,7  |
| 30   | 5         | Südkorea            | 341,1  |
| 31   | 6         | Philippinen         | 340,8  |
| 40   | 7         | Jordanien           | 273,0  |
| 42   | 8         | Japan               | 260,6  |
| 59   | 9         | Libanon             | 179,6  |
| 67   | 10        | Taiwan              | 140,7  |
| 73   | 11        | Katar               | 124,7  |
| 74   | 12        | Kasachstan          | 124,3  |

### Damen
| Rang | Zonenrang | Mannschaft          | Punkte |
| ---- | --------- | ------------------- | ------ |
| 2    | 1         | Australien          | 714,5  |
| 9    | 2         | Volksrepublik China | 571,2  |
| 10   | 3         | Japan M             | 540,1  |
| 19   | 4         | Südkorea            | 321,0  |
| 33   | 5         | Taiwan              | 181,1  |
| 35   | 6         | Neuseeland          | 166,9  |
| 50   | 7         | Philippinen         | 124,5  |
| 53   | 8         | Libanon             | 115,1  |
| 63   | 9         | Kasachstan          | 102,5  |
| 67   | 10        | Malaysia            | 91,7   |
| 68   | 11        | Indien              | 91,2   |
| 73   | 12        | Indonesien          | 85,0   |
| 74   | 13        | Nordkorea           | 84,3   |

M Momentaner Meister der Zone
(Stand: 1. März 2021)

## Wettbewerbe

### Für Nationalmannschaften
- Basketball-Asienmeisterschaft
- Basketballwettbewerb der Asienspiele
- Ostasienspiele
- Ostasiatische Verbandsmeisterschaft

### Für Vereine
Herren:
- FIBA Asia Champions Cup

## Liste der FIBA-Asia-Board-Mitglieder

### 2023 bis 2027
| Funktion               | Name                         | Land          | Zone  | Photo | Beleg       |
| ---------------------- | ---------------------------- | ------------- | ----- | ----- | ----------- |
| Präsident              | Kempareddy Govindaraj        | Indien        | SABA  |       | [ 1 ] [ 2 ] |
| Vorsitzender           | Yao Ming                     | China         | EABA  |       | [ 1 ]       |
| Mitglied               | Abdullatif al Fardan Aluaimi |               |       |       | [ 1 ]       |
| Mitglied               | Akram Halabi                 | Libanon       | WABA  |       | [ 1 ] [ 3 ] |
| Mitglied               | Muhammad Nacrach             |               |       |       | [ 1 ]       |
| Mitglied               | Alfredo S. Panlilio          | Philippinen   | SEABA |       | [ 1 ]       |
| Mitglied               | Erick Thohir                 | Indonesien    | SEABA |       | [ 1 ]       |
| Mitglied               | Lan Xu                       |               |       |       | [ 1 ]       |
| Exekutivdirektor Asien | Hagop Khajirian              |               |       |       | [ 1 ] [ 4 ] |
| FIBA-Asien-Vertreter   | Abay Alpamyssov              | Kasachstan    | CABA  |       | [ 1 ]       |
| FIBA-Asien-Vertreter   | Tarif Koutrach               | Syrien        | WABA  |       | [ 1 ]       |
| FIBA-Asien-Vertreter   | Yuko Mitsuya                 | Japan         | EABA  |       | [ 1 ]       |
| FIBA-Asien-Vertreter   | Abhijit Sarker               | Bangladesh    | SABA  |       | [ 1 ]       |
| FIBA-Asien-Vertreter   | Ghassan Yousuf A Tashkandi   | Saudi-Arabien | GBA   |       | [ 1 ] [ 5 ] |
| FIBA-Asien-Vertreter   | Kho Poo Thai                 |               |       |       | [ 1 ]       |
| Ex-Generalsekretär     | Yeoh Choo Hock               | Malaysia      | SEABA |       | [ 1 ] [ 6 ] |

### Früheres Team (unvollständig / Zeitraum? 2019 bis 2023?)
| Funktion              | Name                  | Land                | Zone  | Photo | Beleg |
| --------------------- | --------------------- | ------------------- | ----- | ----- | ----- |
| Präsident             | Saud Bin Ali Al-Thani | Katar               | GBA   |       |       |
| Erster Vizepräsident  | Xin Lancheng          | Volksrepublik China | EABA  |       |       |
| Vizepräsident         | Talal F.A.J. Al-Sabah | Kuwait              | GBA   |       |       |
| Vizepräsident         | Lee Jong-Kul          | Südkorea            | EABA  |       |       |
| Generalsekretär       | Yeoh Choo Hock        | Malaysia            | SEABA |       |       |
| (Ex-?)Generalsekretär | Takeshi Ishikawa      | Japan               | EABA  |       |       |
| Schatzmeister         | Quek Hiang Chiang     | Singapur            | SEABA |       |       |